# Hedypnois cretica
Hedypnois cretica é uma espécie de planta com flor pertencente à família Asteraceae. 
A autoridade científica da espécie é (L.) Dum.-Courset, tendo sido publicada em Le Botaniste Cultivateur,...2: 339. 1802.

## Portugal
Trata-se de uma espécie presente no território português, nomeadamente em Portugal Continental, no Arquipélago dos Açores e no Arquipélago da Madeira.
Em termos de naturalidade é nativa de Portugal Continental e Arquipélago da Madeira e introduzida no arquipélago dos Açores.

## Protecção
Não se encontra protegida por legislação portuguesa ou da Comunidade Europeia.